# Ardžun Kadhe
Ardžun Kadhe (maráthsky: अर्जुन कढे, * 7. ledna 1994 Puné) je indický profesionální tenista. Ve své dosavadní kariéře na okruhu ATP Tour vyhrál jeden deblový turnaj. Na challengerech ATP a okruhu ITF získal čtyři tituly ve dvouhře a dvacet ve čtyřhře.
Na žebříčku ATP byl ve dvouhře nejvýše klasifikován v srpnu 2018 na 328. místě a ve čtyřhře v říjnu 2024 na 76. místě. Trénuji ho Jihoafričan Raven Klaasen a také Balačandran Mannikkath.

## Soukromý život
Narodil se roku 1994 v Puné, součásti svazového státu Maháráštra, do rodiny Jayanta a Rašmi Kahdeových. Po ukončení punéské střední školy Symbiosis College of Arts & Commerce vystudoval v letech 2014–2017 Oklahomskou státní univerzitu, kterou reprezentoval v týmu Kovbojů. Následně se vrátil do Puné. Otec hrál tenis na nejvyšší národní úrovni dvanáct let.

## Tenisová kariéra
Na okruhu ATP Tour debutoval lednovým Maharashtra Open 2018 v rodném Puné, když obdržel divoké karty do obou soutěží. Časnou porážku ve dvouhře mu přivodil krajan Juki Bhambri z počátku druhé světové stovky. Do čtyřhry zasáhl s Francouzem Benoîtem Pairem. V úvodu ale podlehli druhým nasazeným Nizozemcům a pozdějším vítězům Robinu Haaseovi a Matwému Middelkoopovi, kteří o postupu rozhodli až  v supertiebreaku. První kola punéské dvouhry nepřešel ani v dalších ročnících, když jej vyřadili Srb Laslo Djere (2019), Čech Jiří Veselý (2020) a Portugalec João Sousa (2022).
První čtvrtfinále ATP si zahrál v deblové soutěži Maharashtra Open 2019 po boku krajana Srirama Baladžiho a semifinále na travnatém Hall of Fame Open 2024 v Newportu, kde startoval s Anirudhem Čandrasekarem. Premiérovou účast ve finále, čtyřhře říjnového Almaty Open 2024, proměnil v trofej. Ve čtvrtfinále s Rithvikem Čoudarym Bollípallim vyřadili druhé nasazené Francouze Doumbiu s Reboulem. V souboji o titul pak zdolali kolumbijsko-tuniský pár Nicolás Barrientos a Skander Mansouri, když v supertiebreaku odvrátili od stavu 6–9 pět mečbolů.

## Finále na okruhu ATP Tour

### Čtyřhra: 1 (1–0)
| Legenda                   |
| ------------------------- |
| Grand Slam (0)            |
| Turnaj mistrů (0)         |
| ATP Tour Masters 1000 (0) |
| ATP Tour 500 (0)          |
| ATP Tour 250 (1–0)        |

| Stav  | č. | datum      | turnaj             | kategorie | povrch    | spoluhráč                  | soupeři ve finále                   | výsledek               |
| ----- | -- | ---------- | ------------------ | --------- | --------- | -------------------------- | ----------------------------------- | ---------------------- |
| Vítěz | 1. | říjen 2024 | Almaty, Kazachstán | ATP 250   | tvrdý (h) | Rithvik Čoudary Bollípalli | Nicolás Barrientos Skander Mansouri | 3–6, 7–6(7–3), [14–12] |

## Tituly na challengerech ATP a okruhu ITF
| Legenda                  |
| ------------------------ |
| D – dvouhra; Č – čtyřhra |
| Challengery (0 D; 7 Č)   |
| ITF (4 D; 13 Č)          |

### Dvouhra (4 tituly)
| Č. | datum         | turnaj               | okruh             | povrch | poražený finalista     | výsledek      |
| -- | ------------- | -------------------- | ----------------- | ------ | ---------------------- | ------------- |
| 1. | listopad 2017 | Thủ Dầu Một, Vietnam | Futures           | tvrdý  | Andrew Harris          | 7–5, 6–3      |
| 2. | březen 2018   | Bhuvanéšvar, Indie   | Futures           | tvrdý  | Vidžaj Sundar Prašanth | 6–3, 6–2      |
| 3. | březen 2022   | Bhópál, Indie        | World Tennis Tour | tvrdý  | Sidhart Rawat          | 7–6(7–2), 6–4 |
| 4. | březen 2022   | Bengalúr, Indie      | World Tennis Tour | tvrdý  | Sidhart Rawat          | 6–3, 3–6, 6–1 |

### Čtyřhra (20 titulů)
Pouze tituly na ATP Challenger Tour.
| Č. | datum         | turnaj              | okruh      | povrch    | spoluhráč                  | poražení finalisté                           | výsledek              |
| -- | ------------- | ------------------- | ---------- | --------- | -------------------------- | -------------------------------------------- | --------------------- |
| 1. | červenec 2019 | Čcheng-tu, Čína     | Challenger | tvrdý     | Saketh Myneni              | Nam Či-song Song Min-kju                     | 6–3, 0–6, [10–6]      |
| 2. | leden 2022    | Forlì, Itálie       | Challenger | tvrdý (h) | Marco Bortolotti           | Michael Geerts Alexander Ritschard           | 7–6(7–5), 6-2         |
| 3. | únor 2022     | Bengalúr, Indie     | Challenger | tvrdý     | Alexander Erler            | Saketh Myneni Ramkumar Ramanathan            | 6–3, 6–7(4–7), [10–7] |
| 4. | únor 2023     | Čennaí, Indie       | Challenger | tvrdý     | Jay Clarke                 | Sebastian Ofner Nino Serdarušić              | 6–0, 6–4              |
| 5. | říjen 2023    | Olbia, Itálie       | Challenger | tvrdý     | Rithvik Čoudary Bollípalli | Ivan Sabanov Matej Sabanov                   | 6–1, 6–3              |
| 6. | duben 2024    | Cuernavaca, Mexiko  | Challenger | tvrdý     | Džívan Nedunčežijan        | Piotr Matuszewski Matthew Christopher Romios | 7–6(7–5), 6–4         |
| 7. | květen 2024   | Oeiras, Portugalsko | Challenger | tvrdý     | Anirudh Čandrasekar        | Simon Freund Johannes Ingildsen              | 7–5, 6–4              |